# 705
705 је била проста година.

## Догађаји
- Пролеће – Војска од 15.000 бугарских и словенских коњаника под Јустинијаном II излази пред зидине Цариграда. После три дана, његове трупе откривају неискоришћени водовод испод зидина града и улазе кроз Валенсов аквадукт. Чувши да је Јустинијан преузео контролу над палатом Влахерне, цар Тиберије III бежи у Битинију (савремена Турска), где је избегавао заробљавање неколико месеци.
- Јустинијан II поново ступа на престо и награђује свог савезника Тервела, владара (кагана) бугарског царства, за његову помоћ титулом кајзара (цезара), што га чини другим после Јустинијана и првим страним владаром у византијској историји који је добио такву титулу, као и територијални уступак у североисточној Бугарској, у Тракији.
- Војвода Гисулф I од Беневента заузима градове Сора, Арпино и Арце (Централна Италија). Он маршира све до Хоре, пљачкајући и палећи, пре него што га амбасадори папе Јована VI не престретну даровима, којим откупљују многе његове заробљенике.
- Краљ Ине од Весекса се отуђује од краљева Сиџхерда и Свефреда од Есекса, који дају склониште прогнаним ривалима на престо Весекса. На сабору у Брентфорду, ови се слажу да протерају изгнанике у замену да Ине не нападне њихово краљевство.
- Арапске снаге добијају моћ у Централној Азији, пошто Кутајба ибн Муслим постаје гувернер Хорасана. Регион се обогатио трговином са Кином и источном Европом, њени трговци који су се бавили свилом, крзном, ћилибаром, медом и слоновацом од моржа. Током своје владавине, Кутајба потчињава трговачке градове Бухару и Самарканд (савремени Узбекистан), као и област делте Оксуса Хварезма, јужно од Аралског мора.
- 8. октобар – Калиф Абд ал-Малик ибн Марван умире у свом зимовалишту у Ал-Синабри (Палестина), након 20-годишње владавине.
- 22. фебруар – Царица Ву Зетиан је свргнута у државном удару који је организовао њен канцелар Џанг Ђианџи, после 15-годишње владавине. Његови главни министри добијају подршку неких генерала да заузму царску палату и погубе браћу Џанг. Они поново постављају њеног сина Зхонг Зонга, кога је свргнула пре 15 година, враћајући династију Танг. Ово означава крај краткотрајне династије Џоу у Кини.
- 11. јануар – Папе Јована VI умире у Риму, након елископства од нешто више од 3 године. Штитио је византијског егзарха Теофилакта, када је са Сицилије упао на италијанско копно. Такође је навео Гисулфа I, ломбардског војводу од Беневента, да се повуче са византијске територије, откупио је заробљенике и наредио да се Вилфрид врати као свргнути бискуп Јорка. Наследио га је папа Јован VII као 86. римски епископ.
- Ел Валид I  наручио је изградњу џамије Ал-Акса која се налази у старом граду Јерусалима.